# Jordy Gillekens
Jordy Gillekens (Leuven, 18 februari 2000) is een Belgische voetballer. Hij is een verdediger en staat onder contract bij Oud-Heverlee Leuven, gedurende de tweede helft van het seizoen 2020/21 wordt hij uitgeleend aan Lierse Kempenzonen. Hij is de broer van voetballer Nick Gillekens.

## Carrière

### Oud-Heverlee Leuven
Op 5 augustus 2017 maakte Gillekens zijn officieel debuut voor Oud-Heverlee Leuven. Hij mocht toen van coach Dennis van Wijk in de basis starten in de competitiewedstrijd tegen Lierse SK. Leuven speelde in het duel gelijk (2-2). In het seizoen 2018/19 werd Gillekens voor een seizoen uitgeleend aan het Italiaanse ACF Fiorentina, waar hij zal spelen in de Primavera, de Italiaanse beloftencompetitie. Na dit seizoen in Italië keerde hij terug naar Leuven dat in het seizoen 2019/20 de promotie wist af de dwingen naar Eerste klasse A. Gillekens kwam in de hoogste afdeling echter niet in beeld bij het eerste elftal van Leuven, in januari 2021 werd bekend dat hij voor een half seizoen uitgeleend zal worden aan Lierse Kempenzonen.

## Statistieken
| Seizoen | Club                | Land            | Competitie      | Competitie | Competitie | Beker | Beker | Supercup | Supercup | Europees | Europees | Totaal | Totaal |
| Seizoen | Club                | Land            | Competitie      | Wed.       | Dlp.       | Wed.  | Dlp.  | Wed.     | Dlp.     | Wed.     | Dlp.     | Wed.   | Dlp.   |
| ------- | ------------------- | --------------- | --------------- | ---------- | ---------- | ----- | ----- | -------- | -------- | -------- | -------- | ------ | ------ |
| 2017/18 | Oud-Heverlee Leuven | Vlag van België | Eerste klasse B | 2          | 0          | 0     | 0     | —        | —        | —        | —        | 2      | 0      |
| 2019/20 | Oud-Heverlee Leuven | Vlag van België | Eerste klasse B | 4          | 0          | 1     | 0     | —        | —        | —        | —        | 5      | 0      |
| 2020/21 | Oud-Heverlee Leuven | Vlag van België | Eerste klasse A | 0          | 0          | 0     | 0     | —        | —        | —        | —        | 0      | 0      |
| 2020/21 | →Lierse Kempenzonen | Vlag van België | Eerste klasse B | 9          | 0          | 0     | 0     | —        | —        | —        | —        | 9      | 0      |
| 2021/22 | Lierse Kempenzonen  | Vlag van België | Eerste klasse B | 0          | 0          | 0     | 0     | —        | —        | —        | —        | 0      | 0      |
| TOTAAL  | TOTAAL              | TOTAAL          | TOTAAL          | 15         | 0          | 1     | 0     | 0        | 0        | 0        | 0        | 16     | 0      |

1 Leysen ·
3 Shlomo ·
5 Ngawa ·
6 Dom ·
7 Thorsteinsson ·
8 Schrijvers ·
9 Brunes ·
10 Holzhauser ·
11 Banzuzi ·
13 Kiyine ·
14 Ricca ·
15 N'Dri ·
16 Prévot ·
17 Mueanta ·
18 Miguel ·
20 Mendyl ·
21 Opoku ·
22 Calut ·
23 Schingtienne ·
28 Pletinckx ·
33 Maertens  ·
37 Taildeman ·
38 Ravet ·
43 Nsingi ·
52 Sagrado ·
77 Vlietinck ·
88 Maziz ·
Coach: García